# Neomysis americana
Neomysis americana es una especie de camarón marsupial de la familia Mysidae, orden Mysida. Habita en el Océano Pacífico y es comestible en Australia y Vanuatu.

## Descripción
Es una gamba omnívora, que ordinariamente se alimenta de parásitos, tejidos muertos, artemia, peces pequeños y almejas. También come algas y copépodos.

## Consumo
En Australia y Vanuatu, esta especie de camarón marsupial es comestible como marisco. En Australia es consumido como ingrediente en la «sopa de camarones marsupiales».